# Shaman (Gardaland)
Shaman  im Gardaland (Castelnuovo del Garda, Venetien, Italien) ist eine Stahlachterbahn vom Modell Double Loop Corkscrew des Herstellers Vekoma, die 1985 unter dem Namen Magic Mountain eröffnet wurde.
Auf der Fläche zwischen den beiden Loopings und dem doppelten Korkenzieher befand sich von 2005 bis 2021 die Achterbahn Sequoia Adventure.
Eine baugleiche Achterbahn mit dem Namen Python steht im Freizeitpark Efteling in den Niederlanden.

## Fahrt
Nachdem der Zug die Station verlassen hat, folgt eine kleine Abfahrt und eine 180°-Linkskurve. Danach erreicht der Zug den 30 m hohen Lifthill. Oben angekommen, durchfährt der Zug nach einer kleinen Abfahrt, einer 180°-Linkskurve sowie dem First Drop die beiden Loopings. Hierbei erreicht der Zug eine Höchstgeschwindigkeit von 70 km/h. Nach einer 180°-Rechtskurve folgt der doppelte Korkenzieher sowie eine Helix, bevor die Schiene in die Schlussbremse führt.

## Züge
Shaman besitzt Züge mit jeweils sieben Wagen. In jedem Wagen können vier Personen (zwei Reihen à zwei Personen) Platz nehmen. Als Rückhaltesystem kommen Schulterbügel zum Einsatz. 2008 wurden die Verkleidungen der Züge, welche ursprünglich von Arrow Dynamics waren, durch neue von Vekoma ausgetauscht. Zur 2009er Saison wurden schließlich die kompletten Züge gegen Vekomazüge ausgetauscht.

## VR-Ausbau und -Rückbau
2017 wurde die Bahn auf Shaman umbenannt, die Station umgestaltet und die Fahrt mit VR-Brillen ausgerüstet. Es werden die schamanischen Riten der amerikanischen Ureinwohner thematisiert. Bereits 2018 wurde die VR-Ausstattung wieder entfernt, der Name Shaman wurde aber beibehalten.

## Restaurierung
Auf Grund des zunehmend schlechteren Fahrverhaltens der Bahn wurden große Teile der Strecke von 2020 bis 2021 außerhalb der Saison erneuert. Ausgenommen hiervon sind die Streckenabschnitte der Station, des Lifthills und der großen Abfahrt.

## Fotos

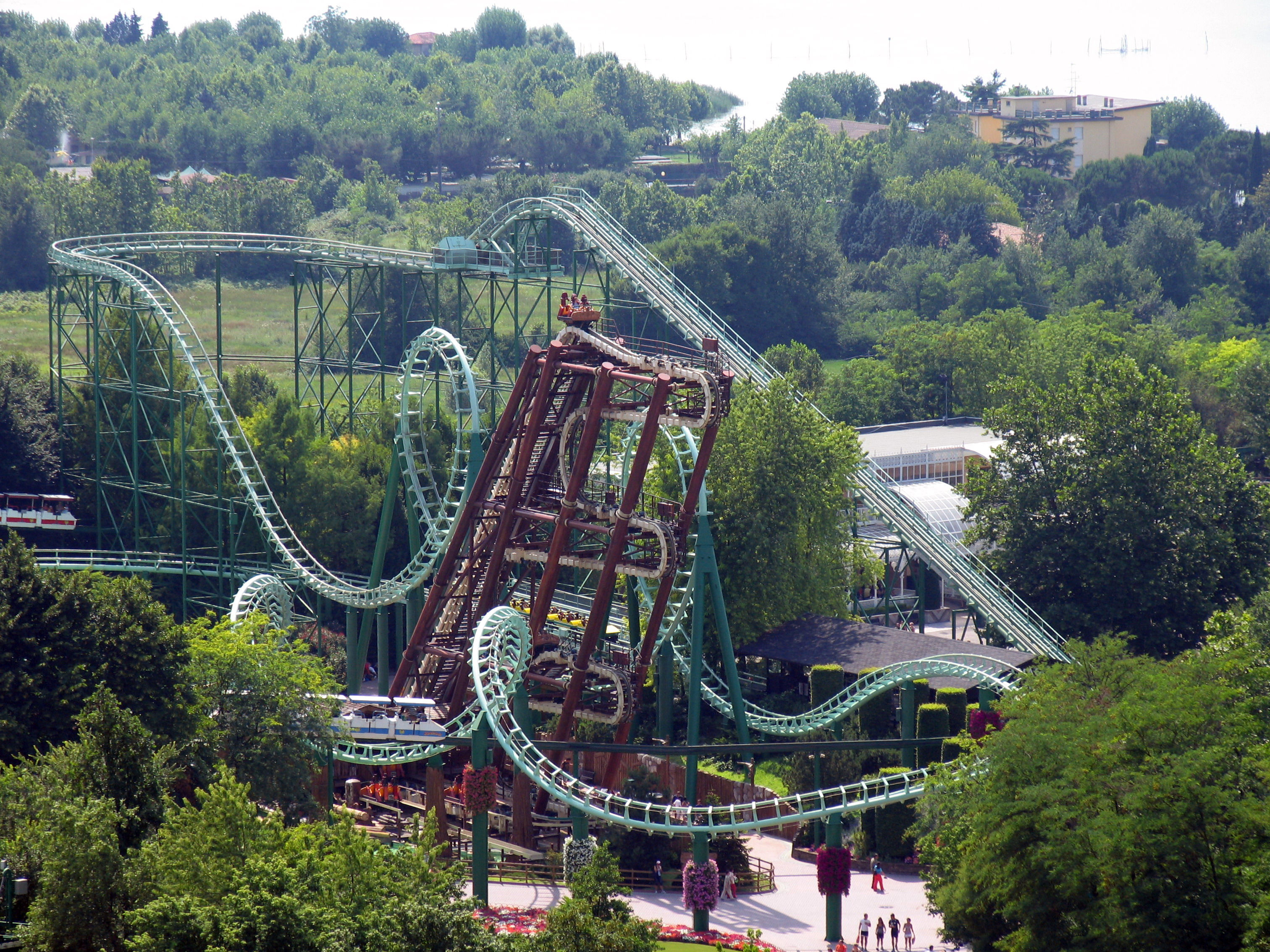
Die Achterbahnen Sequoia Adventure und Shaman
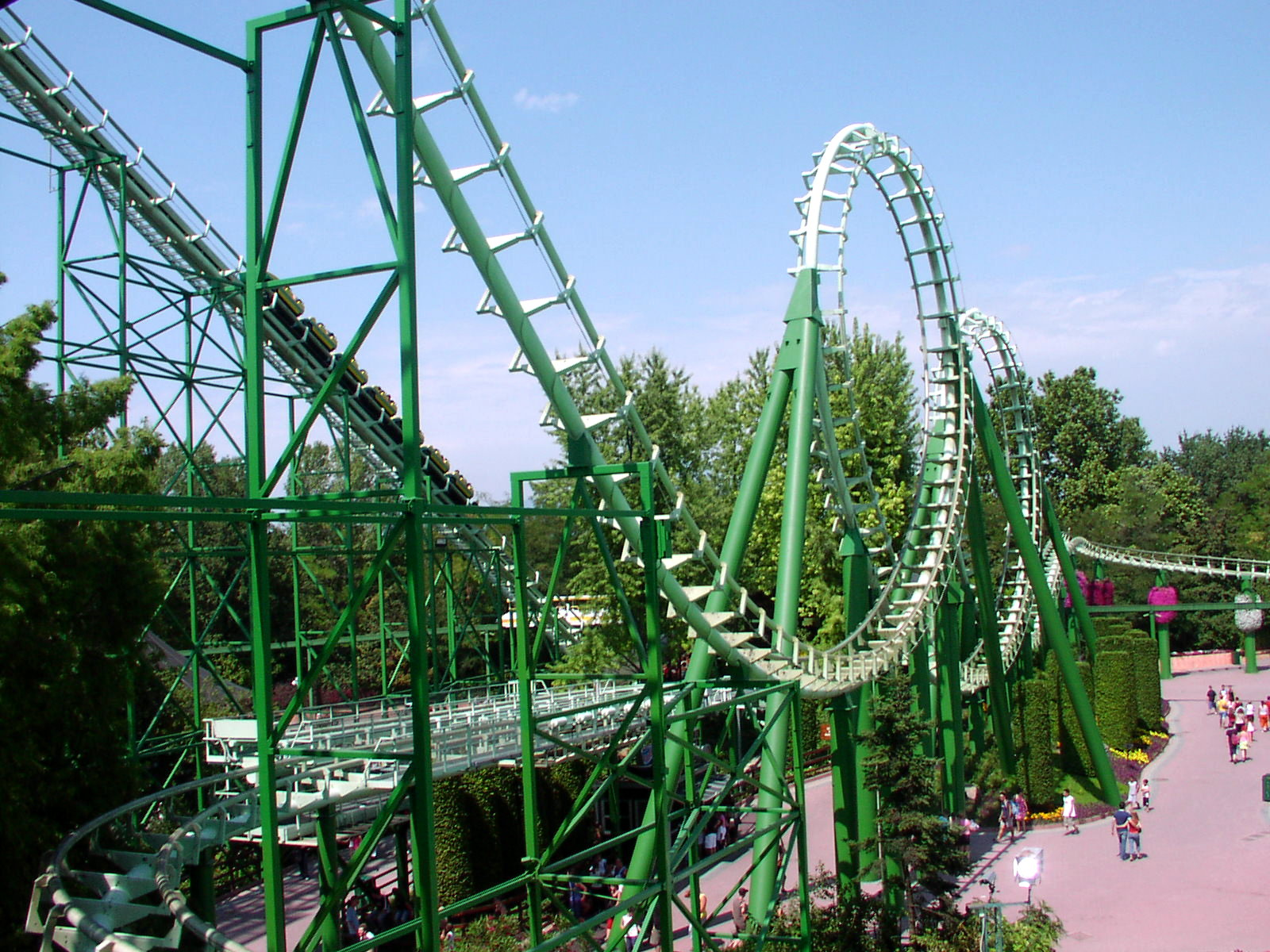
Die beiden Loopings